# Joan Vives i Llull
Joan Vives i Llull (Maó, 1901-1982) fou un pintor menorquí.
Nasqué en el si d'una família sense tradició plàstica. Durant la seva infantesa i joventut tan sols pogué rebre classes de dibuix dels mestres Francesc Hernández Sanz i Pere Pax, en un temps en què la producció plàstica a Menorca era molt minsa. La seva vida canvià quan, en una revista d'arts anglesa anomenada “The Studio”, va veure un quadre del català Anglada-Camarasa, el qual residia a Pollença. Convençut que el volia conèixer, marxà l'any 1925 cap a Mallorca. En arribar-hi, i gràcies a la carta de recomanació que li feu Francesc Hernández Sanz, el qual coneixia al mestre Anglada, Vives Llull entrà a la seva escola, anomenada «Escola de Pollença». En aquest ambient i amb les influències del mestre i dels seus companys, es formà el seu estil pictòric, de temàtica paisatgística i amb tendència neoimpressionista. Així doncs, fou el segon menorquí, després de Pasqual Calbó i Caldés, que es formà fora de Menorca.
Al cap de cinc anys de residir-hi, el seu germà l'anà a cercar per dur-lo altre cop a Menorca, en el si d'una família que no entengué l'afició artística de Vives Llull, ja que esperaven que treballés del que era comú en aquella època (professió liberal, mariner...) Començà, doncs, uns anys de clausura i aïllament a l'illa. Per tal de poder viure, exercí de professor de dibuix a l'Institut de batxillerat de Maó, i assumí responsabilitats de director de l'escola municipal. A més, tenia una petita botiga d'antiguitats i de joieria, gestionada per la seva dona Antònia Campomar, però assessorada pel seu home. Aquestes feines li permeteren seguir amb la seva afició al dibuix fins a l'any de la seva mort el 1982, realitzant algunes exposicions per l'illa i, de vegades, en algunes ciutats de la península Ibèrica.
El seu fill Josep també s'ha dedicat a la pintura.